# Črnolica
Črnolica este o localitate din comuna Šentjur, Slovenia, cu o populație de 62 de locuitori.